# 국제 축구 연맹
국제 축구 연맹(國際蹴球聯盟; 문화어: 국제 축구 련맹; 프랑스어: Fédération internationale de football association; 영어: International Association Football Federation), 줄여서 피파(FIFA)는 축구(아식축구)와 풋살, 비치사커 종목을 총괄하는 국제 기구로, 스위스의 취리히에 FIFA 본부를 두고 있으며 4년마다 열리는 FIFA 월드컵을 비롯해서 여러 국제 대회를 운영하고 있다. 1904년 5월 21일 파리에서 결성되었으며 현 FIFA 회장은 잔니 인판티노이다.

## 역사
20세기 초, 축구의 인기가 영국에서 해외로 확산되면서 경기 종목을 관리할 조직체의 필요성이 대두되었다. 하지만, 그 필요성을 먼저 느낀 것은 The FA가 아닌 다른 나라의 축구인들이었다. 그 조직으로써 FIFA가 1904년 5월 21일 프랑스 파리에서 설립되었다.
오늘날 프랑스어를 사용하지 않는 나라들에서도 이 단체의 이름을 프랑스어로 표기하는 것은 이 단체가 처음 만들어진 곳이 프랑스이기 때문이다.
FIFA가 주관한 최초의 국제 경기는 1906년 열렸는데, 그다지 성공적이지 못했다. 결국 초대 회장이었던 로베르 게랭이 물러나는 계기가 되었고, 종주국인 잉글랜드 출신의 대니얼 벌리 울폴이 새 회장이 된다.
그 다음 열린 국제 대회는 1908년 런던 올림픽이었는데, 여덟 팀이 참가한 축구 대회는 비교적 성공적이었다. 1909년 남아프리카 공화국이 FIFA에 가입하면서 처음으로 가맹국이 유럽의 울타리를 벗어나게 되었다.
1912년에는 아르헨티나와 칠레가, 1913년에는 캐나다와 미국이 가입하면서 FIFA는 대서양을 중심으로 세력을 확장시킬 수 있었다.
제1차 세계 대전은 FIFA의 발전에 큰 타격을 주었다. 국제적인 교류는 미미한 수준으로 떨어졌고, 많은 축구선수들이 전장에 나가 희생되기도 했으며, 국제경기는 정상적으로 치를 수 없었다.
전쟁 이후, 회장인 울펄이 사망하고 부회장이었던 네덜란드인 카를 히르츠만이 일시적으로 FIFA를 맡게 되었다. 전쟁을 이유로 홈 네이션 4개국(잉글랜드, 스코틀랜드, 웨일스, 북아일랜드)이 FIFA를 탈퇴하면서 FIFA는 큰 위기에 봉착했고 회원국 수는 20개 국으로 줄어들었다.
위기에 빠진 FIFA를 재건한 사람은 48세의 프랑스인 쥘 리메였다. 그가 회장으로 재임한 33년 동안 제2차 세계 대전발발에도 불구하고 FIFA는 많은 발전을 이루었다. 1930년 최초의 월드 컵이 우루과이에서 열렸으며, 회원국들은 다시 증가했다.
1946년 홈 네이션들도 FIFA에 재가입하였다. 제 5회 스위스 월드컵이 열린 1954년 회원국의 수는 무려 85개국까지 늘어났고 더욱 국제적인 조직으로 발전할 수 있었다. 이 대회 직후 80세의 쥘 리메는 사임하였다. 당시 월드 컵 우승 팀에게 주어지는 우승컵의 이름은 쥘 리메 컵이었다.
2차 세계대전 이후, 많은 신생 독립국들이 FIFA에 가입하면서 회원국의 수는 계속 늘어났다. 당시 독립국들은 UN보다 FIFA에 먼저 가입하는 경우가 많았다. 축구 경기를 TV에서 중계하게 되면서, 축구는 좀 더 세계적인 스포츠로 발전했고 FIFA의 인지도도 같이 높아졌다.
이전까지 FIFA는 4년에 한 번 열리는 월드컵을 통해 수익을 얻을 수밖에 없었는데, TV 중계는 FIFA의 재정에 큰 도움이 되었다. 6대 회장인 스탠리 루스 경은 여러 사업을 통해 FIFA의 재정 안정에 큰 기여를 하였다. 이러한 공로로 루스경은 1974년 FIFA 명예회장으로 추대되었다. 다음 회장은 브라질 출신의 주앙 아벨란제 박사였다.
아벨란제 회장은 다소 보수적이었던 FIFA를 보다 능동적인 조직으로 탈바꿈시켰다. 스위스 취리히의 작은 건물에서 12명의 직원이 일하던 FIFA는 그 열 배가 넘는 조직으로 확장되었고, 보다 많은 수익을 얻는 기관으로 발전했다. FIFA의 상업화에는 비판의 목소리도 있었지만, FIFA의 조직 안정성은 결과적으로 산하 연맹들과 회원국들에게 이익이 되었고 1998년까지 아벨란제는 24년간 장기 집권을 할 수 있었다.
1998년 6월 8일 스위스 출신의 제프 블라터가 새로운 회장으로 취임하면서 2016년까지 18년간 장기 집권을 하였다. FIFA 내 부패 혐의로 미국 연방검찰의 체포 위협 때문에 회장직을 사임하였다.(스위스인은 스위스 이외 외국으로 형사강제송환되지 아니한다.)
2016년 2월 스위스 출신의 유럽축구연맹 사무총장 잔니 인판티노가 새로운 회장으로 취임하면서 오늘에 이르고 있다.

## 구조
FIFA는 스위스 취리히에 본부를 두고 있기 때문에, 스위스 법의 적용을 받는 단체이다.
FIFA의 최고 결정기관은 FIFA 총회이며, 이는 각 가입국의 대표들로 이루어져 있다. 1년에 한번 정기회의를 가지며, 1998년부터 요청이 있을 경우에 한해 1년에 한번 더 특별회의를 열 수 있다. FIFA 총회만이 회원국 승인, 재정 등 FIFA의 주요 사항을 결정할 수 있다.
총회는 FIFA 회장과 부회장, 사무총장, 집행위원회를 선출한다. 회장과 사무총장은 FIFA의 주요 구성원으로서 FIFA의 관리경영을 맡게 되며, 208개 회원국과 집행위원회에 의해 실행된다.
FIFA 회장에 의해 임명되는 FIFA 집행위원회는, 총회가 구성되는 사이사이에 중요한 결정기관의 역할을 한다. FIFA는 분야별로 전 세계에 걸쳐 총회 또는 집행위원회의 보좌를 상설위원회를 두고 있으며, 재정위원회, 징계위원회, 심판위원회 등이 있다.
FIFA는 각종 기관(총회, 집행위원회 등) 외에도 국가별 축구 협회를 산하에 두고 있으며, 대륙별 축구 연맹은 FIFA의 회원이 아닌, FIFA가 관리기관으로서 만든 연맹이다. FIFA가 주관하는 대회에 참가하기 위해서는 각 국가의 축구 협회는 FIFA에 가입해야 하며, 회원가입 신청시에는 FIFA는 물론 지역적으로 자국이 속한 대륙에 회원국 등록을 신청해야 한다.
6개 대륙별 축구연맹으로 구성되어 있다.

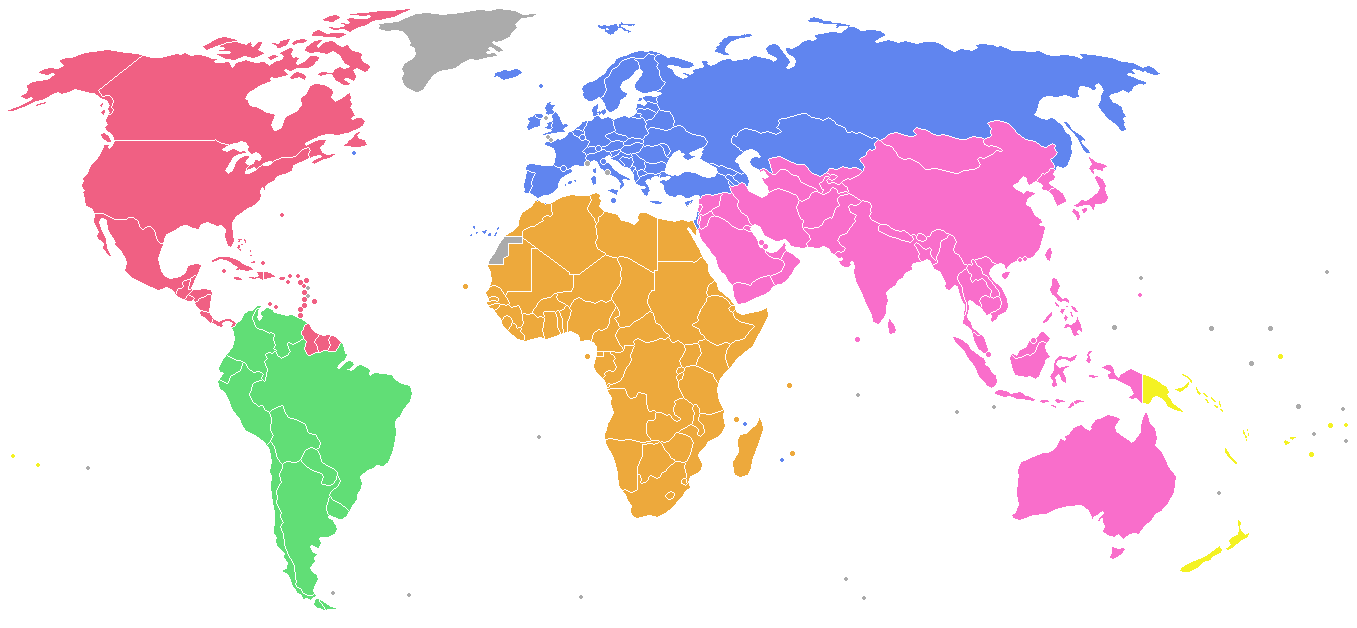
대륙별 축구 연맹 가입국 현황.

- 남아메리카 축구 연맹 (CONMEBOL)
- 북중미카리브 축구 연맹 (CONCACAF)
- 아시아 축구 연맹 (AFC)
- 아프리카 축구 연맹 (CAF)
- 오세아니아 축구 연맹 (OFC)
- 유럽 축구 연맹 (UEFA)

유럽과 아시아의 구분이 모호한 근동 지방에 있는 나라는 소속 연맹을 선택할 수 있다. 그에 따라 러시아, 터키, 아르메니아, 아제르바이잔, 조지아, 키프로스는 국토의 일부 혹은 전체가 아시아에 위치해 있음에도 유럽 축구 연맹에 가입되어 있다. 이스라엘은 국토 전체가 완전히 아시아에 속해 있지만 중동과의 정치적인 사유로 1994년에 유럽 축구 연맹에 가입했다. 2002년에는 카자흐스탄이 아시아 축구 연맹에서 유럽 축구 연맹으로 이동했으며, 2006년 1월에는 오스트레일리아가 오세아니아 축구 연맹에서 아시아 축구 연맹으로 이동했다.
가이아나와 수리남은 남아메리카 대륙에 위치해있음에도 불구하고 북중미카리브 축구 연맹에 소속되어 있다.
오세아니아 축구 연맹에 소속된 나라들은 FIFA 가맹국이 적고 FIFA 랭킹이 낮은 편이기 때문에 대륙에서 유일하게 0.5장의 본선 티켓만 배분받아 본선 진출을 완전히 보장받지 못하고 있다. 따라서 지역 예선에서 1위를 해도 대륙 간의 플레이오프에 진출해서 승리해야만 본선에 직행할 수 있다. 물론 패배할 경우 FIFA 월드컵 본선에 직행할 수 없게 되어 오세아니아에 출전할 수 있는 나라가 없게 된다.
가장 최근의 예선 시스템으로는, 오세아니아 지역예선의 1위는 남아메리카 축구 연맹 지역예선의 5위와 플레이오프를 벌여야 하고, 오스트레일리아는 이 단계에서 계속 진출 실패를 거듭해왔기 때문에, 경기력의 질적 향상과 월드컵 진출상의 용이를 위해 아시아 축구 연맹으로 이동했다. 이에 따라 오스트레일리아는 AFC 아시안컵과 AFC 챔피언스리그 등 아시아 축구 연맹이 주관하는 대회에 참가할 수 있게 되었다.
오스트레일리아는 아시아 축구 연맹으로의 이동이 결정되고부터 불과 몇 달 후에 우루과이와의 플레이오프전에서 승부차기까지 가는 사투 끝에 2006년 FIFA 월드컵 예선을 통과했다. FIFA는 당초 2010년 FIFA 월드컵 예선으로 오세아니아 예선 1위를 아시아 월드컵 최종 예선에 포함시킬 계획이었으나, 오세아니아의 1위와 아시아 팀의 월드컵 플레이오프가 결정되면서 무산되었다.
FIFA는 211개 축구 협회와 각각의 남성 대표팀 및 129개의 여성 대표팀을 인정하고 있다. (축구 국가대표팀 목록과 FIFA 국가별 코드 목록을 참조.) FIFA는 유엔 가입국보다 회원국이 더 많은데, 이는 FIFA가 비주권 국가를 별개 국가로 인식하기 때문이다. 대표적인 사례로 그레이트브리튼섬의 영연합 4개국의 별도 인정을 들 수 있다. FIFA는 각국의 국제대회, 예선, 친선경기의 활약을 근거로 매달 FIFA 랭킹을 산정한다. 이와는 별도로, FIFA 여자 축구 랭킹은 1년에 4번 산정된다.

### FIFA 평의회
FIFA 이사회에서 FIFA 평의회로 확대 전환하였고, 총 35인 위원(FIFA 회장 1인+수석부회장 1인+부회장 7인+위원 26인)으로 구성된다.
| FIFA 평의회 구성                | FIFA 평의회 구성                          | FIFA 평의회 구성               | FIFA 평의회 구성                      | FIFA 평의회 구성             | FIFA 평의회 구성             |
| 회장                            | 회장                                      | 회장                           | 회장                                  | 회장                         | 회장                         |
| ------------------------------- | ----------------------------------------- | ------------------------------ | ------------------------------------- | ---------------------------- | ---------------------------- |
| 잔니 인판티노 스위스 / 이탈리아 |                                           |                                |                                       |                              |                              |
| 부회장                          |                                           |                                |                                       |                              |                              |
| AFC (아시아)                    | UEFA (유럽)                               | CAF (아프리카)                 | CONCACAF (북중미)                     | CONMEBOL (남미)              | OFC (오세아니아)             |
| 셰이흐 알 할리파 바레인         | 알렉산데르 체페린 슬로베니아 (수석부회장) | 아흐마드 아흐마드 마다가스카르 | 빅터 몬태글리애니 캐나다              | 알레한드로 도밍게스 파라과이 | 데이비드 청 파푸아뉴기니     |
| 셰이흐 알 할리파 바레인         | 데이비드 길 잉글랜드                      | 아흐마드 아흐마드 마다가스카르 | 빅터 몬태글리애니 캐나다              | 알레한드로 도밍게스 파라과이 | 데이비드 청 파푸아뉴기니     |
| 셰이흐 알 할리파 바레인         | 차니 샨도르 헝가리                        | 아흐마드 아흐마드 마다가스카르 | 빅터 몬태글리애니 캐나다              | 알레한드로 도밍게스 파라과이 | 데이비드 청 파푸아뉴기니     |
| 위원                            |                                           |                                |                                       |                              |                              |
| AFC (아시아)                    | UEFA (유럽)                               | CAF (아프리카)                 | CONCACAF (북중미)                     | CONMEBOL (남미)              | OFC (오세아니아)             |
| 압둘라 왕자 전하 말레이시아     | 에벨리나 크리스틸린 이탈리아              | 타렉 부샤마위 튀니지           | 소니아 비앙-에메 터크스 케이커스 제도 | 라몬 헤수룬 콜롬비아         | 리 하먼 쿡 제도              |
| 마푸자 아흐터 방글라데시        | 페르난두 고메스 포르투갈                  | 알마미 카벨레 카마라 기니      | 페드로 찰루하 파나마                  | 마리아 솔 무뇨스 에콰도르    | 샌드라 프루언 아메리칸사모아 |
| 마리아노 아라네타 필리핀        | 알렉세이 소로킨 러시아                    | 리디아 은세케라 부룬디         | 수닐 굴라티 미국                      | 페르난두 사르네이 브라질     |                              |
| 정몽규 대한민국                 | 라인하르트 그린델 독일                    | 크웨시 냔타키 가나             | 루이스 에르난데스 쿠바                | 윌마르 발데스 우루과이       |                              |
| 장졘 중국                       | 데얀 사비체비치 몬테네그로                | 콩스탕 오마리 콩고 민주 공화국 |                                       |                              |                              |
| 다시마 고조 일본                |                                           | 하니 아보 리다 이집트          |                                       |                              |                              |
| 사무총장                        |                                           |                                |                                       |                              |                              |
| 파트마 사무라 세네갈            |                                           |                                |                                       |                              |                              |

## 주관 대회

### 남자 대회
- FIFA 월드컵
- FIFA U-20 월드컵
- FIFA U-17 월드컵
- FIFA 풋살 월드컵
- FIFA 비치사커 월드컵
- FIFA 클럽 월드컵
- 블루 스타스/FIFA 유스컵

### 여자 대회
- FIFA 여자 월드컵
- FIFA U-20 여자 월드컵
- FIFA U-17 여자 월드컵
- FIFA 여자 클럽 월드컵

### e스포츠 대회
- FIFA e월드컵
- FIFA e콘티넨탈컵

### 폐지된 대회
- FIFA 컨페더레이션스컵

## 공식 후원사
- (아디다스-공인구제작)
- (코카-콜라)
- (완다그룹)
- (비자카드)
- - -(현대차그룹 -현대-기아)
- ()(카타르항공)
- 카타르 페트롤리엄

## 같이 보기
- 축구
- FIFA 월드컵
- FIFA 시리즈
- 축구 국가대표팀 목록
- FIFA 국가별 코드 목록
- FIFA 랭킹
- ISL
- 앤드류 제닝스 - FIFA 부정부패 전문탐사 기자